# WAY-208,466
WAY-208,466 je potentan i visoko selektivan pun agonist 5-6 receptora. On povišava GABA nivoe u cerebralnom korteksu, i ne izaziva razvoj tolerancije na lek pri hroničnoj upotrebi. Ispitivanja na životinjama su pokazala da WAY-208,466 ima antidepresivno i anksiolitičko dejstvo kod glodara i da možda može da bude koristan u tretmanu opsesivno-kompulzivnog poremećaja.